# Olceclostera avangareza
Olceclostera avangareza is een vlinder uit de familie van de Apatelodidae. De wetenschappelijke naam van de soort is voor het eerst geldig gepubliceerd in 1910 door William Schaus.